# Emil Peschkau

Emil Peschkau

Emil Peschkau (* 19. Februar 1856 in Wien; † 1929?) war ein österreichischer Journalist und Schriftsteller.

## Leben
Peschkau war der Sohn eines Kaufmannes. Er absolvierte natur- und ingenieurwissenschaftliche Studien und strebte das Lehramt an. Seit seinem 14. Lebensjahr musste er seinen Lebensunterhalt selbst durch Stundengeben verdienen. 1877 fand er eine Anstellung beim Wiener Stadtbauamt als Ingenieur. Im Jahr darauf wechselte er zum Journalismus und wurde Redakteur der Bayerischen Volkszeitung in Würzburg. Ferner arbeitete er bei der Neuen Würzburger Zeitung, beim Stuttgarter Neuen Tagblatt und in Frankfurt bei der Didaskalia und als Redakteur des Feuilletons des Frankfurter Journals. Danach war er eine Zeitlang freier Schriftsteller, bis er ab 1892 die Redaktion von Schorers Familienblatt übernahm. Von 1900 bis 1905 war er Redakteur von Reclams Universum.
Im Oktober 1925 versuchte er, weil er seine Frau in einem Verhältnis zu seinem Schwiegersohn glaubte, die Villa in Berlin-Lichterfelde anzuzünden. In Folge wurde er in eine Anstalt für Geisteskranke gesperrt. Anfang des Jahres 1929 flüchtete er ohne Spuren zu hinterlassen, weswegen von seinem Tod ausgegangen wurde.

## Werke
- Ein- und Ausfälle. Allerlei Humore. Koenitzer, Frankfurt a. M. 1883.
- Friedburg. Zwei Tanten. Novellen. Koenitzer, Frankfurt a. M. 1883.
- Ein Reise-Abenteuer. Schwank. 1883.
- Die Prinzessin. Novelle. Reclam, Leipzig 1883.
- Die Reichsgrafen von Waldeck. Roman aus der Gegenwart. Sauerländer, Frankfurt a. M. 1884.
- Traum und Leben. Gedichte. Sauerländer, Frankfurt a. M. 1884.
- Miniaturen. Ernste und heitere Geschichten. Sauerländer, Frankfurt a. M. 1884.
- Sommersprossen. Neue Humoresken. Sauerländer, Frankfurt a. M. 1884.
- Hinter dem Vorhang. Drei Novellen. Berlin 1884.
- Aus Herz und Welt. Allerlei neue Humore. Liebeskind, Leipzig 1885.
- Herr und Frau Pieps. Humoreske. 1886
- Zeitglossen. Essays, Plaudereien, Satiren. Friedrich, Leipzig 1886. (Digitalisat)
- Am Abgrund. Novellen. Reclam, Leipzig 1886.
- Frau Regine. Roman. Engelhorn, Stuttgart 1889.
- Die Primadonna und andere Humoresken. Eckstein, Berlin 1890. (Digitalisat)
- Noras Roman. Nach den Aufzeichnungen einer Frau. Engelhorn, Stuttgart 1891.
- Die Siegerin. Novelle. Goldschmidt, Berlin 1893.
- Lebensrätsel. Neue Novellen. Schorer, Berlin 1893.
- Unsere lieben Frauen. Humoreske. Freund & Jeckel, Berlin 1895.
- Moderne Probleme. Ein Zeitbrevier. Reclam, Leipzig 1895. (Digitalisat)
- Narren und Närrchen. Allerlei Humore. Freund & Jeckel, Berlin 1897.
- Furcht vor dem Leben. Ein Politiker. Zwei Novellen. Michow, Charlottenburg 1897.
- Die Ärmsten. Lebensbild. Hillger, Berlin 1897.
- Welt, Weib und Wagenpferd. Allerlei Humore. Freund & Jeckel, Berlin 1899.
- Allerlei Menschen. Helden. Zwei Novellen. Hillger, Berlin 1899.
- Ein moderner Märtyrer. Schloßzauber. Zwei Novellen. Hillger, Berlin 1901.
- Die Stadtfraubas.  Roman. Reclam, Leipzig 1902.
- Leidenschaft. Löwenherz. Zwei Novellen. Hillger, Berlin 1902.
- Das Rätsel einer Nacht. Roman. Hillger, Berlin 1907.
- Jehovah. Trauerspiel. 1907
- Suzons Ende. Novelle. Reclam, Leipzig 1909.
- Die Jagd nach dem Glück. Roman. 1911
- Kampf ums Dasein. Erzählung. Hillger, Berlin 1915.